# Salah Nemer
Salaheldin Mahmoud Nemer, noto semplicemente come Salah Nemer (5 febbraio 1992), è un calciatore sudanese, difensore dell'Al-Merrikh e della nazionale sudanese.

## Carriera

### Club
Ha giocato nella prima divisione sudanese.

### Nazionale
Debutta con la nazionale sudanese il 19 novembre 2014 in occasione del match valido per le qualificazioni alla Coppa delle nazioni africane 2015 perso 1-0 contro il Rep. del Congo.
Nel gennaio 2022 viene incluso nella lista finale dei convocati della Coppa delle nazioni africane 2021.

## Statistiche
Statistiche aggiornate al 4 gennaio 2022.

### Cronologia presenze e reti in nazionale
| Cronologia completa delle presenze e delle reti in nazionale ― Sudan | Cronologia completa delle presenze e delle reti in nazionale ― Sudan | Cronologia completa delle presenze e delle reti in nazionale ― Sudan | Cronologia completa delle presenze e delle reti in nazionale ― Sudan | Cronologia completa delle presenze e delle reti in nazionale ― Sudan | Cronologia completa delle presenze e delle reti in nazionale ― Sudan | Cronologia completa delle presenze e delle reti in nazionale ― Sudan | Cronologia completa delle presenze e delle reti in nazionale ― Sudan |
| Data                                                                 | Città                                                                | In casa                                                              | Risultato                                                            | Ospiti                                                               | Competizione                                                         | Reti                                                                 | Note                                                                 |
| -------------------------------------------------------------------- | -------------------------------------------------------------------- | -------------------------------------------------------------------- | -------------------------------------------------------------------- | -------------------------------------------------------------------- | -------------------------------------------------------------------- | -------------------------------------------------------------------- | -------------------------------------------------------------------- |
| 19-11-2014                                                           | Khartum                                                              | Sudan                                                                | 0 – 1                                                                | Rep. del Congo                                                       | Qual. Coppa d'Africa 2015                                            | -                                                                    |                                                                      |
| 5-9-2015                                                             | Libreville                                                           | Gabon                                                                | 4 – 0                                                                | Sudan                                                                | Amichevole                                                           | -                                                                    | 76’                                                                  |
| 17-10-2015                                                           | Kampala                                                              | Uganda                                                               | 2 – 0                                                                | Sudan                                                                | Qual. CHAN 2016                                                      | -                                                                    |                                                                      |
| 25-10-2015                                                           | Khartum                                                              | Sudan                                                                | 0 – 2                                                                | Uganda                                                               | Qual. CHAN 2016                                                      | -                                                                    |                                                                      |
| 2-9-2016                                                             | Khartum                                                              | Sudan                                                                | 1 – 2                                                                | Gabon                                                                | Amichevole                                                           | -                                                                    |                                                                      |
| 23-9-2020                                                            | N'Djamena                                                            | Ciad                                                                 | 2 – 3                                                                | Sudan                                                                | Amichevole                                                           | -                                                                    |                                                                      |
| 25-9-2020                                                            | N'Djamena                                                            | Ciad                                                                 | 0 – 2                                                                | Sudan                                                                | Amichevole                                                           | -                                                                    | Uscita                                                               |
| 9-10-2020                                                            | Radès                                                                | Tunisia                                                              | 3 – 0                                                                | Sudan                                                                | Amichevole                                                           | -                                                                    | 46’                                                                  |
| 6-11-2020                                                            | Addis Abeba                                                          | Etiopia                                                              | 2 – 2                                                                | Sudan                                                                | Amichevole                                                           | -                                                                    | 46’                                                                  |
| 6-10-2021                                                            | Marrakech                                                            | Sudan                                                                | 1 – 1                                                                | Guinea                                                               | Qual. Mondiali 2022                                                  | -                                                                    |                                                                      |
| 9-10-2021                                                            | Agadir                                                               | Guinea                                                               | 2 – 2                                                                | Sudan                                                                | Qual. Mondiali 2022                                                  | -                                                                    | 77’                                                                  |
| 12-11-2021                                                           | Rabat                                                                | Sudan                                                                | 0 – 3                                                                | Marocco                                                              | Qual. Mondiali 2022                                                  | -                                                                    | 70’                                                                  |
| 30-12-2021                                                           | Limbé                                                                | Etiopia                                                              | 3 – 2                                                                | Sudan                                                                | Amichevole                                                           | -                                                                    |                                                                      |
| 2-1-2022                                                             | Yaoundé                                                              | Zimbabwe                                                             | 0 – 0                                                                | Sudan                                                                | Amichevole                                                           | -                                                                    | 46’                                                                  |
| 11-1-2022                                                            | Garoua                                                               | Sudan                                                                | 0 – 0                                                                | Guinea-Bissau                                                        | Coppa d'Africa 2021 - 1º turno                                       | -                                                                    | Cap. 15’                                                             |
| 15-1-2022                                                            | Garoua                                                               | Nigeria                                                              | 3 – 1                                                                | Sudan                                                                | Coppa d'Africa 2021 - 1º turno                                       | -                                                                    | Cap. 88’                                                             |
| 4-6-2022                                                             | Nouakchott                                                           | Mauritania                                                           | 3 – 0                                                                | Sudan                                                                | Qual. Coppa d'Africa 2023                                            | -                                                                    | Cap.                                                                 |
| 8-6-2022                                                             | Omdurman                                                             | Sudan                                                                | 2 – 1                                                                | RD del Congo                                                         | Qual. Coppa d'Africa 2023                                            | -                                                                    | Cap.                                                                 |
| 19-1-2023                                                            | Costantina                                                           | Ghana                                                                | 3 – 1                                                                | Sudan                                                                | Campionato delle nazioni africane 2022                               | -                                                                    | Cap.                                                                 |
| 23-1-2023                                                            | Costantina                                                           | Sudan                                                                | 0 – 3                                                                | Madagascar                                                           | Campionato delle nazioni africane 2022                               | -                                                                    | Cap.                                                                 |
| 23-3-2023                                                            | Franceville                                                          | Gabon                                                                | 1 – 0                                                                | Sudan                                                                | Qual. Coppa d'Africa 2023                                            | -                                                                    | Cap.                                                                 |
| 27-3-2023                                                            | Omdurman                                                             | Sudan                                                                | 1 – 0                                                                | Gabon                                                                | Qual. Coppa d'Africa 2023                                            | -                                                                    | Cap. 40’                                                             |
| Totale                                                               |                                                                      | Presenze                                                             | 22                                                                   |                                                                      | Reti                                                                 | 0                                                                    |                                                                      |

## Palmarès

### Club

#### Competizioni nazionali
- Campionato sudanese: 2

Al-Merrikh: 2019, 2020